# PWI Woman of the Year
Le PWI Woman of the Year Award, décerné tous les ans de 1972 à 1976 sous l'appellation PWI Girl Wrestler of the Year, puis depuis l'an 2000, par le magazine de catch Pro Wrestling Illustrated, reconnaît la meilleure personnalité féminine de l'année selon les lecteurs du magazine.

## Palmarès
| Année | Gagnante | Seconde | Troisième | Quatrième |
| ----- | --- | --- | --- | --- |
| 1972  | Marie LaVerne | | | |
| 1973  | Joyce Grable | | | |
| 1974  | Rachel Dubois | | | |
| 1975  | Ann Casey (en) | | | |
| 1976  | Sue Green (en) | Kitty Adams | Early Dawn | Vicki Williams (en) |
| 2000  | Stephanie McMahon | Lita | Chyna | Major Gunns (en) |
| 2001  | Lita | Stephanie McMahon | Stacy Keibler | Torrie Wilson |
| 2002  | Trish Stratus | Stephanie McMahon | Stacy Keibler | Torrie Wilson |
| 2003  | Trish Stratus | Stephanie McMahon | Victoria | Torrie Wilson |
| 2004  | Victoria | Trish Stratus | Stacy Keibler | Molly Holly |
| 2005  | Trish Stratus | Christy Hemme | Melina | Lita |
| 2006  | Trish Stratus | Dixie Carter | Mickie James | Lita |
| 2007  | Candice Michelle | Beth Phoenix | Gail Kim | Karen Angle |
| 2008  | Awesome Kong | Beth Phoenix | Mickie James | Michelle McCool |
| 2009  | Mickie James | Angelina Love | Melina | Michelle McCool |
| 2010  | Michelle McCool | Angelina Love | Madison Rayne | Madison Eagles (en) |
| 2011  | Mickie James | Kelly Kelly | Beth Phoenix | Madison Eagles (en) |
| 2012  | AJ Lee | Gail Kim | Eve Torres | Sara Del Rey |
| 2013  | AJ Lee | Cheerleader Melissa | Dixie Carter | Kaitlyn |
| 2014  | AJ Lee | Paige | Stephanie McMahon | Jessicka Havok |
| 2015  | Sasha Banks | Nikki Bella | Charlotte | Paige |
| 2016  | Charlotte | Sasha Banks | Bayley | Becky Lynch |
| 2017  | Asuka | Alexa Bliss | Charlotte Flair | Sienna |
| 2018  | Becky Lynch | Ronda Rousey | Asuka | Tessa Blanchard |
| 2019  | Becky Lynch | Tessa Blanchard | Shayna Baszler | Brandi Rhodes |
| 2020  | Pas de prix decerné cette année. Certaines catcheuses sont alors apparues dans le classement du PWI Wrestler of the Year. | Pas de prix decerné cette année. Certaines catcheuses sont alors apparues dans le classement du PWI Wrestler of the Year. | Pas de prix decerné cette année. Certaines catcheuses sont alors apparues dans le classement du PWI Wrestler of the Year. | Pas de prix decerné cette année. Certaines catcheuses sont alors apparues dans le classement du PWI Wrestler of the Year. |
| 2021  | Britt Baker | Bianca Belair | Mickie James | Deonna Purrazzo |
| 2022  | Bianca Belair | Jade Cargill | Thunder Rosa | Britt Baker |
| 2023  | Rhea Ripley | Toni Storm | Bianca Belair | Athena |